# 拯救任务
《拯救》是2008年上映的一部电视剧，由郭林指导，郭江珊等人出演的一部电视剧，该剧主要讲述的是一个女子以及和丈夫朋友的儿子等人一起在老虎保卫区生活的故事，该作在央视进行首播。

## 剧情简介
有一个女子不顾家人们的反对，和丈夫一起到老虎保护区工作，但是在这之中，丈夫却因为意外过世，而丈夫的，来自外国的朋友也因为事故昏迷，所以照顾丈夫朋友得儿子得任务也落在了她的身上。
虽说最初她并不是很喜欢这个孩子，不过经过一段时间的相处，朋友的儿子似乎喜欢上了这里，以及这里的人们，并在之后依依不舍的离开了这里。

## 演员表
- 江珊
- 佟瑞欣
- 杨猛
- 赵炬
- 杜雨露
- 阎淑琴
- 鞠庆州
- 姜超
- 涂黎曼
- 宋惠娟
- 宋茶茶
- 张曦文
- 谷炎龙

## 职员表
- 制作人:习辛
- 编剧:薛立业
- 摄影:潘耀东
- 剪辑:徐一国
- 道具:高建华
- 美术设计:甘军
- 服装设计:梁雪洁
- 录音:杨豫辉
- 剧务:马建东

## 宣传
- 2007年在央视8套首播发布会中，该剧主演江珊出席发布会。[6]

## 相關連結
- 豆瓣电影上《拯救任务》的資料 （简体中文）